# Zach Benson
Zach Benson (Chilliwack, Columbia Británica, 12 de mayo de 2005) es un jugador profesional canadiense de hockey sobre hielo que se desempeña en la posición de extremo izquierdo en Buffalo Sabres, equipo de la National Hockey League (NHL).

## Carrera
Fue seleccionado en la primera ronda en la NHL Entry Draft de 2023. Hizo su debut profesional con el equipo Buffalo Sabres, donde lleva jugando una temporada.